# Marc Meni (tribú de la plebs)
Marc Meni (en llatí: Marcus Maenius) va ser un magistrat romà, tribú de la plebs l'any 410 aC. Formava part de la gens Mènia, una important família d'origen plebeu.
Va proposar una llei agrària i va tractar d'impedir, igual que un predecessor en el càrrec i parent seu Gai Meni, el reclutament de forces per part dels cònsols fins a l'aprovació de la llei de repartiment de terres que proposava. Però cap dels nou col·legues de Meni li va donar suport i els cònsols van poder fer la lleva militar.
La popularitat de Meni va ser tan gran que el Senat va decidir que l'any següent s'escollirien cònsols i no tribuns amb potestat consolar, ja que si fos així Meni hauria estat sens dubte escollit i el Senat no ho volia de cap manera.